# Edoardo Storti
Edoardo Storti (Corteolona, 18 aprile 1909 – Pavia, 25 marzo 2006) è stato un ematologo italiano.

## Biografia
Ammesso al Collegio Ghislieri, si laurea nel 1932 presso l'Università degli Studi di Pavia dove, l'anno seguente, è assistente presso la clinica medica. Passa un periodo di perfezionamento presso gli istituti ospedalieri a Francoforte, all'istituto di fisiologia di Gottinga e agli istituti di ematologia e di anatomia patologica di Parigi; per rientrare in Italia nel 1946. Dal 1951 al 1969 lavora presso il Policlinico di Modena, per poi ritornare nella natia Pavia per dirigere l'istituto di patologia medica e clinica medica.

## Attività di ricerca
Storti è stato tra i primi scienziati a classificare la leucemia tra le neoplasie, alla fine degli anni quaranta. In tale periodo, infatti, tale patologia era considerata un processo di natura iperplastica.
Per combattere il linfoma di Hodgkin, esegue il trapianto di midollo osseo autologo, per primo in Italia.

## Opere
- Le malattie del sangue, in cui collabora alla redazione con A. Ferrata.
- Le malattie del sangue per medici e studenti, in collaborazione con A. Ferniti, 1946.
- (FR) Diagnostique des maladies du sang, in collaborazione con C. Targhetti, 1959.
- Emopatie, in collaborazione con U. Torelli e altri, 1983.